# Natalia Lafourcade

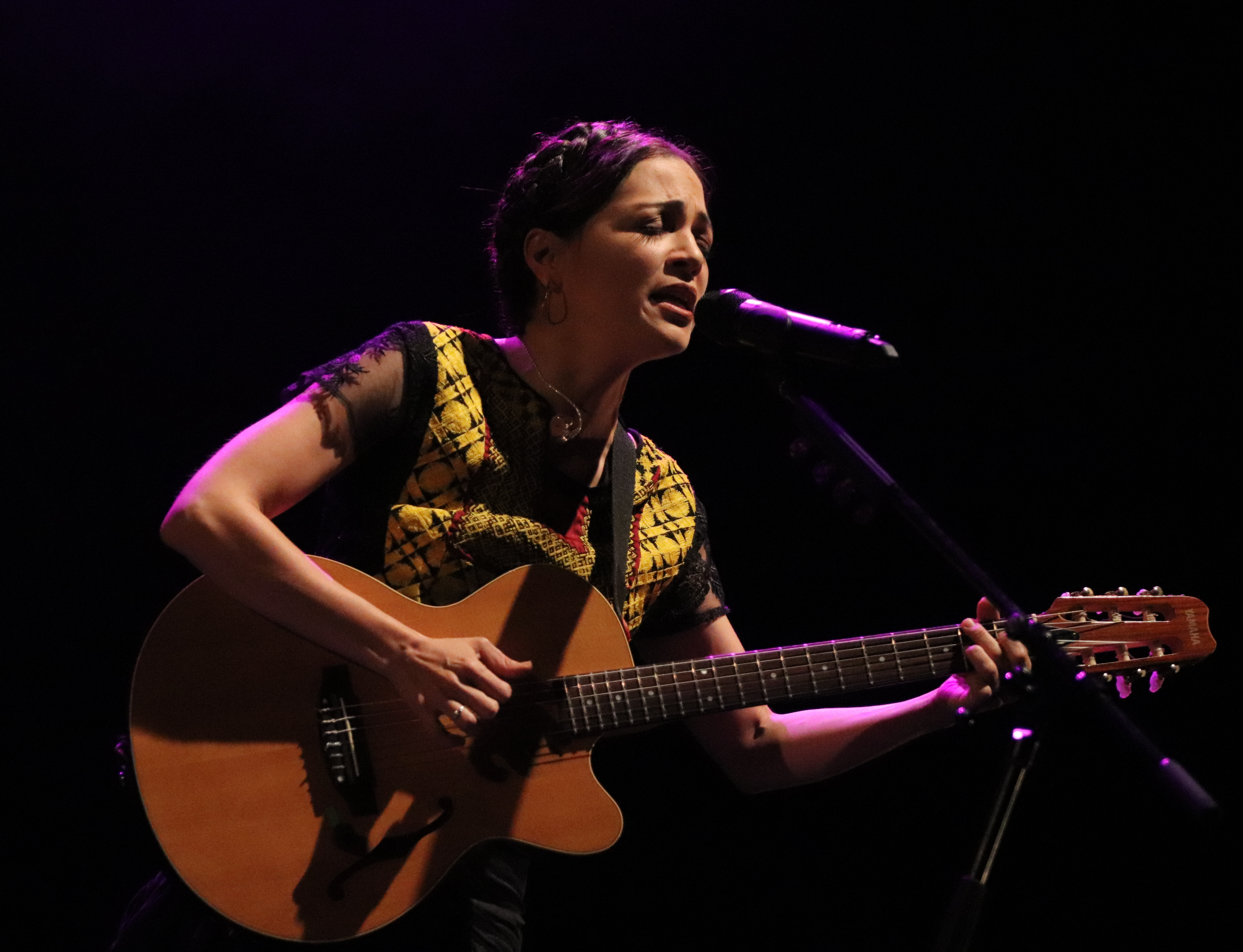

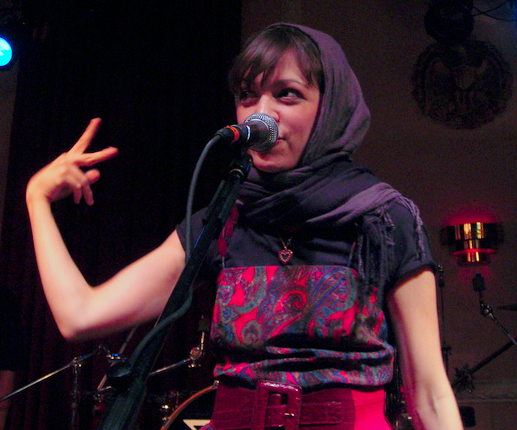

María Natalia Lafourcade Silva (Mexico-Stad, 26 februari 1984), beter bekend als Natalia Lafourcade, is een Mexicaans zangeres, musicus en songwriter. Haar muziek is een mix van pop, rock, jazz en Mexicaanse en Latijns-Amerikaanse muziekstijlen. Ze won diverse Grammy en Latin Grammy Awards.

## Biografie
Natalia Lafourcade groeide op in een muzikaal gezin. Haar Chileense vader Gastón Lafourcade is een musicus en klavecimbelspeler, haar moeder María del Carmen Silva Contreras is een pianiste en geeft muziekles aan kinderen. Lafourcade groeide op in de regio Veracruz, de geboorteplaats van het genre son jarocho. Via haar Chileense vader kwam ze behalve met Mexicaanse muziek ook in aanraking met Chileense genres als nueva canción. Ze wist naar eigen zeggen al op 10-jarige leeftijd dat ze wilde zingen.
Eind jaren 1990 was Lafourcade lid van de dance-pop meidengroep Twist. In 2002 bracht ze haar solodebuut uit. De muziek op haar eerste albums werd omschreven als alternatieve Latin (indie)pop en rock met invloeden van elektronische muziek, jazz en bossanova. Na haar album Hu Hu Hu (2009) werd ze door Allmusic vergeleken met Joanna Newsom, Bat for Lashes, CocoRosie en Björk.
Op diverse van haar volgende albums verkende Lafourcade Latijns-Amerikaanse en Mexicaanse muziekstijlen en artiesten. Lafourcade verklaarde hierover in interviews dat ze het belangrijk vond om haar wortels, geschiedenis en cultuur te onderzoeken, en om hiermee haar muziek te verrijken.
Mujer Divina (2012) was een hommage aan de Mexicaanse bolerozanger en -componist Agustín Lara. Op de albums Musas (1 en 2) bewees ze eer aan Latijns-Amerikaanse grootheden. De albums Un Canto por México (1 en 2) stonden in het teken van Mexicaanse songs en stijlen als son jarocho, ranchera en bolero. Met deze albums bracht ze eerbetonen aan artiesten en inspiratiebronnen als Violeta Parra Sandoval, Chavela Vargas, Omara Portuondo, Pedro Infante, Rocío Sagaón, Simón Díaz, Roberto Cantoral en Eugenia León. Op deze albums combineerde Lafourcade covers met zelfgeschreven songs, en combineerde ze traditionele stijlen met haar eigen meer moderne muziekstijl.
Daarnaast bleef ze albums uitbrengen met alleen zelfgeschreven songs, zoals Hasta la Raíz (2015) en De Todas las Flores (2022). Ook op deze albums combineerde ze (Latin) pop met diverse Mexicaanse en Latijns-Amerikaanse invloeden. In haar eigen songs schrijft ze over thema's als hartzeer en opnieuw beginnen na een beëindigde relatie (het album Hasta la Raíz), de cyclus van leven en dood en de energie van Moeder Aarde (De Todas las Flores, haar eerste album na de coronapandemie met alleen zelfgeschreven songs).
Lafourcade werkte samen met onder andere Marc Ribot, Omara Portuondo, Julieta Venegas, Gilberto Gil, Lila Downs, Rubén Blades, Carlos Rivera, Caetano Veloso, Devendra Banhart, Mon Laferte, Silvana Estrada, Rodrigo Amarante en Jorge Drexler.
In 2017 zong Lafourcade mee op de Oscar-winnende song Remember me (van Miguel feat. Natalia Lafourcade) voor de soundtrack van de Pixar-film Coco.

## Stijl en invloeden
Lafourcade's muziek is een mix van pop, rock en jazz met tal van Latijns-Amerikaanse invloeden: Latijns-Amerikaanse en Mexicaanse folk, ranchera, bolero, son jarocho, nueva canción, bossanova, cumbia, son, mariachi enzovoorts.
Naast de al genoemde Mexicaanse en Latijns-Amerikaans inspiratiebronnen, noemt ze als hedendaagse invloeden onder andere Fiona Apple, Björk, Zuco 103 en Café Tacuba.

## Successen
Diverse van Lafourcade's platen werden goud of platina in Mexico, zo bereikten Natalia Lafourcade (2002), Casa (2005) en Hasta la Raíz (2015) de platina status. Haar video's zijn honderden miljoenen keren bekeken.
Lafourcade won diverse Grammy en Latin Grammy Awards. In 2024 had ze 17 Latin Grammy's gewonnen, meer dan enige andere vrouwelijke artiest.

## Waardering in de pers
Diverse kranten oordeelden positief over Lafourcade's muziek.
NRC noemde Un Canto Por Mexico Vol. 1 "een onweerstaanbare collectie van oude en nieuwe liedjes" en "traditioneel, maar zeker niet belegen." Over De Todas Las Floras schreef NRC: "Lafourcade brengt haar poëtische teksten teder en kwetsbaar, [..] recht uit het hart. [...] Lafourcade [heeft een stem] met de kracht om de oceaan over te steken en door taalbarrières heen harten te raken." 
Trouw omschreef haar stem als "een sopraan vol passie, levenswijsheid en tragiek" en schreef over Un canto por México, Vol. II: "klinkt even tijdloos als eigentijds. [...] De combinatie van meesterschap en speelplezier roept herinneringen op aan de Buena Vista Social Club." 
Los Angeles Times noemde Lafourcade "een van de meest gerespecteerde en gevierde artiesten uit Latijns-Amerika, een hoedster van Mexico's rijke liedrepertoire waaraan ze uitgebreid heeft bijgedragen."

## Prijzen (selectie)
| Jaar | Prijs                               | Categorie                                            | Titel van werk                                                                    |
| ---- | ----------------------------------- | ---------------------------------------------------- | --------------------------------------------------------------------------------- |
| 2003 | MTV Video Music Award Latin America | Best Pop Artist                                      | N.v.t.                                                                            |
| 2003 | MTV Video Music Award Latin America | Best Solo Act                                        | N.v.t.                                                                            |
| 2003 | MTV Video Music Award Latin America | Best New Artist (Mexico)                             | N.v.t.                                                                            |
| 2005 | Latin Grammy Award                  | Best Rock Album By A Duo Or Group With Vocal         | Casa                                                                              |
| 2013 | Latin Grammy Award                  | Best Long Form Music Video                           | Mujer Divina - Homenaje A Agustín Lara                                            |
| 2013 | Latin Grammy Award                  | Best Alternative Music Album                         | Mujer Divina - Homenaje A Agustín Lara                                            |
| 2015 | Latin Grammy Award                  | Best Alternative Song                                | Hasta La Raíz                                                                     |
| 2015 | Latin Grammy Award                  | Best Alternative Music Album                         | Hasta La Raíz                                                                     |
| 2015 | Latin Grammy Award                  | Song of the Year                                     | Hasta La Raíz                                                                     |
| 2015 | Latin Grammy Award                  | Record of the Year                                   | Hasta La Raíz                                                                     |
| 2016 | Grammy Award                        | Best Latin Rock, Urban or Alternative Album          | Hasta La Raíz                                                                     |
| 2017 | Latin Grammy Award                  | Best Long Form Music Video                           | Musas, El Documental                                                              |
| 2017 | Latin Grammy Award                  | Best Folk Album                                      | Musas (Un Homenaje Al Folclore Latinoamericano En Manos De Los Macorinos, Vol. 1) |
| 2018 | Latin Grammy Award                  | Best Folk Album                                      | Musas (Un Homenaje Al Folclore Latinoamericano En Manos De Los Macorinos), Vol. 2 |
| 2020 | Billboard Latin Music Award         | Regional Mexican Song of the Year                    | Nunca Es Suficiente (Los Ángeles Azules featuring Natalia Lafourcade)             |
| 2020 | Latin Grammy Award                  | Best Regional Song                                   | Mi Religión                                                                       |
| 2020 | Latin Grammy Award                  | Best Alternative Song                                | En Cantos                                                                         |
| 2020 | Latin Grammy Award                  | Album Of The Year                                    | Un Canto Por México, Vol. 1                                                       |
| 2021 | Grammy Award                        | Best Regional Mexican Music Album (Including Tejano) | Un Canto Por México, Vol. 2                                                       |
| 2022 | Latin Grammy Award                  | Best Long Form Music Video                           | Hasta La Raíz: El Documental                                                      |
| 2023 | Grammy Award                        | Best Regional Mexican Music Album (Including Tejano) | Un Canto por México - El Musical                                                  |
| 2023 | Latin Grammy Award                  | Best Singer-Songwriter Song                          | De Todas Las Flores                                                               |
| 2023 | Latin Grammy Award                  | Best Singer-Songwriter Album                         | De Todas Las Flores                                                               |
| 2023 | Latin Grammy Award                  | Record Of The Year                                   | De Todas Las Flores                                                               |
| 2023 | Rolling Stone en Español Awards     | Album of the Year                                    | De Todas Las Flores                                                               |
| 2023 | Rolling Stone en Español Awards     | Artist of the Year                                   | N.v.t.                                                                            |
| 2023 | Rolling Stone en Español Awards     | Rolling Stone Legend Award                           | N.v.t.                                                                            |
| 2024 | Grammy Award                        | Best Latin Rock or Alternative Album                 | De Todas Las Flores                                                               |

## Discografie (studio-albums)
- Natalia Lafourcade (Sony, 2002)
- Casa (Sony, 2005)
- Hu Hu Hu (Sony, 2009)
- Mujer Divina – Homenaje a Agustín Lara (Sony, 2012)
- Hasta la Raíz (Sony, 2015)
- Musas: Un Homenaje al Folclore Latinoamericano en Manos de Los Macorinos, Vol 1 (Sony, 2017)
- Musas: Un Homenaje al Folclore Latinoamericano en Manos de Los Macorinos, Vol 2 (Sony, 2018)
- Un Canto por México, Vol. 1 (Sony, 2020)
- Un Canto por México, Vol. 2 (Sony, 2021)
- De Todas las Flores (Sony, 2022)
- Cancionera (Sony, 2025)